# Davey Hamilton
David Jay Hamilton (Nampa, 13 de junho de 1962) é um ex-automobilista estadunidense. Competiu regularmente na IndyCar (até então, IRL) entre 1996 e 2001. Foi vice-campeão da categoria em duas oportunidades (1996-97 e 1998).

## Carreira
Com apoio de seu pai, o também piloto Ken Hamilton, Davey iniciou a carreira nas pistas de terra, ganhando vários títulos. Somente em 1991, aos 28 anos, começou a aparecer mais para o automobilismo. Tentou participar das 500 Milhas de Indianápolis com a equipe  Usando um Lola-Buick da equipe Hemelgarn, não conseguiu uma vaga no grid.
Em 1993, com um Lola-Buick da Senter Sculley, ficou outra vez longe da classificação. Repetiu o fracasso dois anos depois, novamente pilotando um carro da Hemelgarn, ficando em quinto lugar no bubble-day. Esta edição das 500 Milhas foi a última corrida de Hamilton como piloto da CART.

## IRL
Reergueu-se na recém-criada IRL em 1996, competindo pela tradicional equipe Foyt, encerrando a primeira temporada da história da categoria em nono lugar. Nas duas temporadas seguintes, Hamilton surpreendeu ao obter o vice-campeonato em ambas.
Em 1999, Hamilton emplacou a quarta colocação na classificação geral da temporada, vencida por seu compatriota Greg Ray. A temporada de 2000 não foi tão bem-sucedida quanto as anteriores, terminando-a em vigésimo-terceiro.

## O acidente no Texas
Aos 38 anos, Hamilton disputaria sua última temporada como piloto regular da IRL, pela equipe Sam Schmidt. Sem o mesmo ritmo dos primórdios da categoria, tendo apenas um décimo-segundo lugar como melhor resultado, ele sofreu um dos acidentes mais graves da IRL antes da unificação com a Champ Car em 2008.
No GP do Texas, Davey se envolveria em uma batida durante disputa com Jeret Schroeder, que levaria o carro amarelo e vermelho do compatriota ao muro, quase atingindo o alambrado, e ainda envolveu Sarah Fisher, única mulher do grid na época. O Dallara-Oldsmobile bateu com tanta força que a frente ricocheteou e acertou o muro.
A batida fez com que um buraco se formasse no bico, e chegasse aos pés de Hamilton, que embora consciente sofria muito com as dores nas pernas, que estavam quebradas e os pés, também bastante comprometidos. Se não bastasse a dor nas pernas, ele já sofria com o final de seu casamento, ocorrido antes da corrida. Levado de helicóptero ao hospital, Hamilton estava em situação tão grave, que os médicos chegaram a optar em amputar os pés do piloto, mas mudaram de ideia e optaram em reconstruir os membros. Após 21 cirurgias e um ano em cadeira de rodas, Davey preferiu não continuar correndo, virando empresário de pilotos ainda em 2002.

## Volta às pistas
Cinco anos depois de sua aposentadoria, Davey resolveu voltar a correr. Sua primeira corrida após o regresso às corridas foi a Indy 500 de 2007, pela Vision Racing, e ele, aos 44 anos, terminou a lendária prova numa boa nona colocação. Desde então, participa de todas as edições da Indy 500, além de algumas provas.
Nas duas provas no circuito do Texas, o piloto teve a chance de apagar o acidente ocorrido dez anos antes da sua memória. Terminou ambas em 25º e 27º lugares, respectivamente. Ele ainda participou do GP de Las Vegas, marcado pelo acidente fatal do inglês Dan Wheldon, que forçou o cancelamento da prova.
Hamilton tentou se inscrever para as 500 Milhas em 2012, a primeira com o novo chassi, mas a falta de recursos inviabilizou a participação do piloto, que encerraria definitivamente sua carreira.

## Indy 500

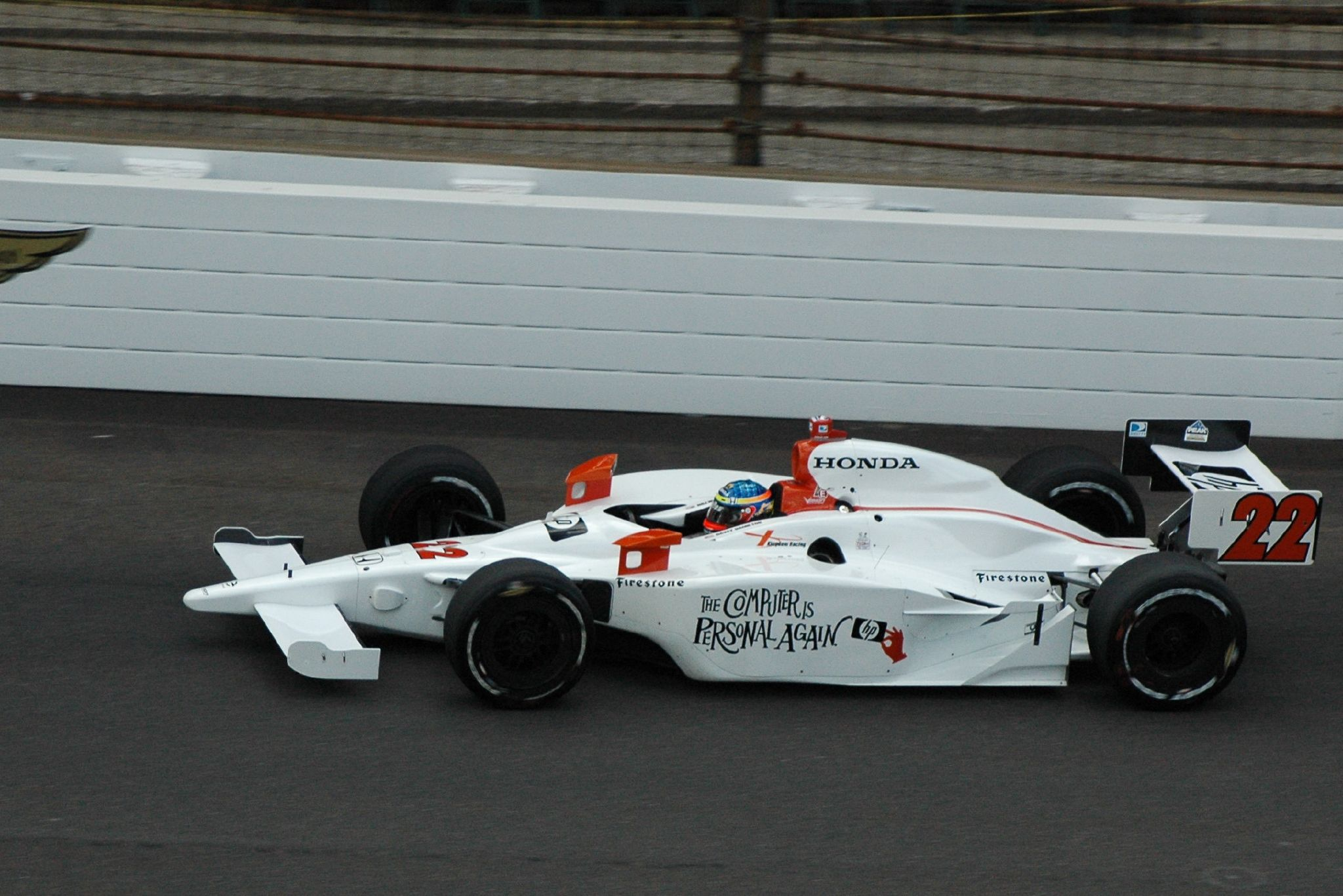
Hamilton treinando para as 500 Milhas de 2008

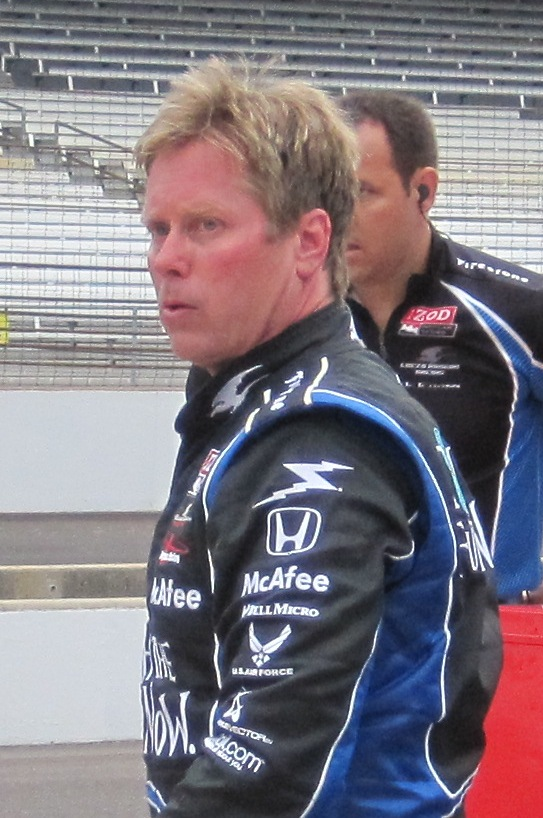
Hamilton antes dos treinos da Indy 500 de 2010, pela equipe Dragon.

Hamilton corre regularmente a Indy 500 desde 2007, ano de sua volta às pistas. Antes, falhou em duas tentativas (1993 e 1995), e de 1996 a 2001 participou dos grids da tradicional corrida, nunca sendo "bumpeado" a partir daquele momento.
Pelas equipes Vision, Dreyer & Reinbold e Dragon, o melhor resultado de Davey é o quarto lugar em 1998.

## Parceria com Sam Schmidt
Em março de 2012, Hamilton voltou à Sam Schmidt, desta vez como coproprietário da equipe, que passará a se chamar Schmidt/Hamilton Motorsports.

## Vida pessoal
Seu filho, Davey Jr. - também conhecido por D.J. Hamilton - , também é piloto e correu a rodada dupla de Laguna Seca em 2016, na Indy Lights.

## Resultados na Indy 500
| Ano  | Equipe            | Chassis       | Motor         | Largada | Final |
| ---- | ----------------- | ------------- | ------------- | ------- | ----- |
| 1993 | Senter Sculley    | Lola          | Buick         | DNQ     | DNQ   |
| 1995 | Hemelgarn         | Reynard       | Ford-Cosworth | DNQ     | DNQ   |
| 1996 | Foyt              | Lola          | Ford-Cosworth | 10      | 12    |
| 1997 | Foyt              | Panoz/G-Force | Oldsmobile    | 8       | 6     |
| 1998 | Nienhouse         | Panoz/G-Force | Oldsmobile    | 8       | 4     |
| 1999 | Galles            | Dallara       | Oldsmobile    | 11      | 11    |
| 2000 | TeamXtreme        | Panoz/G-Force | Oldsmobile    | 28      | 20    |
| 2001 | Schmidt           | Dallara       | Oldsmobile    | 26      | 23    |
| 2007 | Vision            | Dallara       | Honda         | 20      | 9     |
| 2008 | Vision            | Dallara       | Honda         | 18      | 14    |
| 2009 | Dreyer & Reinbold | Dallara       | Honda         | 22      | 29    |
| 2010 | De Ferran/Dragon  | Dallara       | Honda         | 14      | 33    |
| 2011 | Dreyer & Reinbold | Dallara       | Honda         | 15      | 24    |